# Jouy-en-Argonne
Jouy-en-Argonne is een gemeente in het Franse departement Meuse (regio Grand Est) en telt 54 inwoners (2009). De plaats maakt deel uit van het arrondissement Verdun.

## Geografie
De oppervlakte van Jouy-en-Argonne bedraagt 6,0 km², de bevolkingsdichtheid is dus 9 inwoners per km².
De onderstaande kaart toont de ligging van Jouy-en-Argonne met de belangrijkste infrastructuur en aangrenzende gemeenten.

## Demografie
Onderstaande figuur toont het verloop van het inwonertal (bron: INSEE-tellingen).